# آرثر لوي
آرثر لوي (بالإنجليزية: Arthur Lowe)‏ (و. 1915 – 1982 م) هو ممثل، وممثل أفلام، من المملكة المتحدة، توفي في برمينغهام، عن عمر يناهز 67 عاماً بسبب سكتة دماغية.

## الخدمة العسكرية
خدم في الجيش البريطاني.

## وصلات خارجية
- آرثر لوي على موقع IMDb (الإنجليزية)
- آرثر لوي على موقع ألو سيني (الفرنسية)
- آرثر لوي على موقع ميوزك برينز (الإنجليزية)
- آرثر لوي على موقع أول موفي (الإنجليزية)
- آرثر لوي على موقع قاعدة بيانات الأفلام السويدية (السويدية)
- آرثر لوي على موقع إن إن دي بي (الإنجليزية)
- آرثر لوي على موقع ديسكوغز (الإنجليزية)
- آرثر لوي على موقع قاعدة بيانات الفيلم (الإنجليزية)
- آرثر لوي على موقع كينوبويسك (الروسية)